# Maximilian Körner
Maximilian Körner (* 13. März 1805 in Frankfurt am Main; † 20. September 1875 ebenda) war ein deutscher Jurist und Politiker der Freien Stadt Frankfurt.
Maximilian Körner studierte Rechtswissenschaften und wurde zum Dr. jur. promoviert. Er war Jurist in Frankfurt am Main. Von 1838 bis 1853 war er als Senator und von 1853 bis 1856 als Schöff Mitglied im Senat der Freien Stadt Frankfurt. Er gehörte dem Gesetzgebenden Körper 1836 bis 1838 und 1843 bis 1856 an. Aufgrund des Organischen Gesetzes wurde in Frankfurt 1856 die Trennung der Rechtsprechung von der Verwaltung vorgenommen. Körner schied daher aus dem Senat aus, der die Verwaltungsfunktion behielt und wurde Appellationsgerichtspräsident am Appellationsgericht Frankfurt am Main. Er war Mitglied der Frankfurter Freimaurerloge Sokrates zur Standhaftigkeit.